# Megachile incerta
 (mai 2019).
Espèce

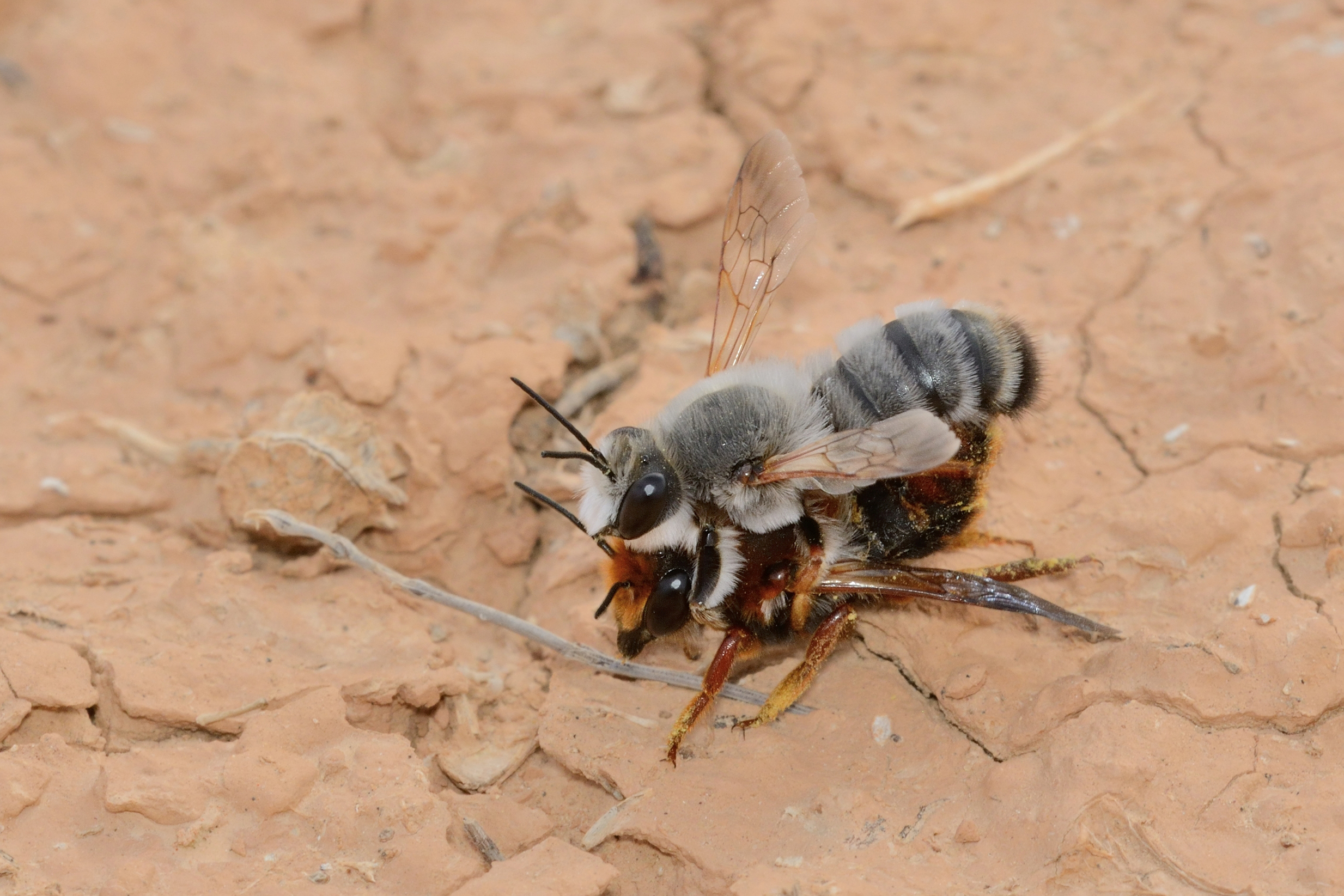
copulation

Megachile incerta est une espèce d'abeilles de la famille des Megachilidae.